# 洛阳黄河公路大桥
洛阳黄河公路大桥位于河南省黄河中下游交界处的孟津县和孟州市之间，全长3428.9米，宽11米。该桥于1977年1月建成通车。